# Shahpur (Uttar Pradesh)
Shahpur es un pueblo y nagar Panchayat situado en el distrito de Muzaffarnagar en el estado de Uttar Pradesh (India). Su población es de 20154 habitantes (2011). 

## Demografía
Según el censo de 2011 la población de Shahpur era de 20154 habitantes, de los cuales 10553 eran hombres y 9601 eran mujeres. Shahpur tiene una tasa media de alfabetización del 63,35%, inferior a la media estatal del 67,68%: la alfabetización masculina es del 72,01%, y la alfabetización femenina del 58,40%.